# Lobna Abdel Aziz
Lobna Abdel Aziz, también conocida como Lobna Abdelaziz o Lobna Abd- el-aziz (en árabe: لبنى عبد العزيز‎; nacida el 1 de agosto de 1935) es una actriz egipcia.

## Primeros años
Nació en El Cairo, estudió en la St. Mary's School, y posteriormente completó su formación en la Universidad Americana en El Cairo. Obtuvo su máster en interpretación en la Universidad de California en Los Ángeles, Estados Unidos.

## Carrera
Lobna Abdel Aziz comenzó a actuar con el equipo de teatro de la universidad, donde presentó obras teatrales en el escenario de la universidad que llamaron la atención de los críticos teatrales por su talento interpretativo, como ocurrió cuando presentó la obra The Three Sisters, de Antón Chéjov.

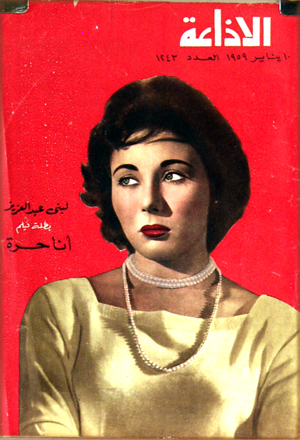
Lobna Abdel Aziz en el poster de I Am Free (1959)

Después, le llovieron ofertas cinematográficas, pero las rechazó todas para terminar sus estudios universitarios. Obtuvo una beca para estudiar en la Universidad de California, lo que la alejó durante un tiempo de su pasión por la interpretación. A los 10 años presentó un programa de radio europeo para niños llamado Mama Lulu. Abdel Aziz fue elegida por Salah Abu Seif para presentar la serie radiofónica The Empty Pillow. Comenzó su carrera profesional con un papel protagonista junto a Abdel Halim Hafez en The Empty Pillow (1957), que ya había protagonizado en la radio. Durante su carrera cinematográfica, Lobna Abdel Aziz protagonizó 18 películas, entre las que destacan: The Empty Pillow (1957), This is Love (1958), I Am Free (1959), Oh Islam (1961), The Love of the Masters (1961), Oh from Eve (1962), Letter from an Unknown Woman (1962), Bride of the Nile (1963), Slalom (1965), The Beggar’s Strike (1967), The Vandals (1967), and The Defect (1967).

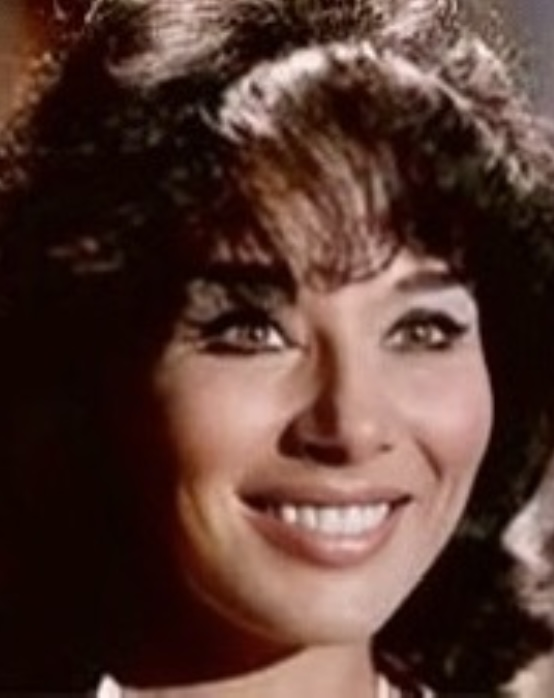
Lobna Abdel Aziz en Ah of Eve (1962)

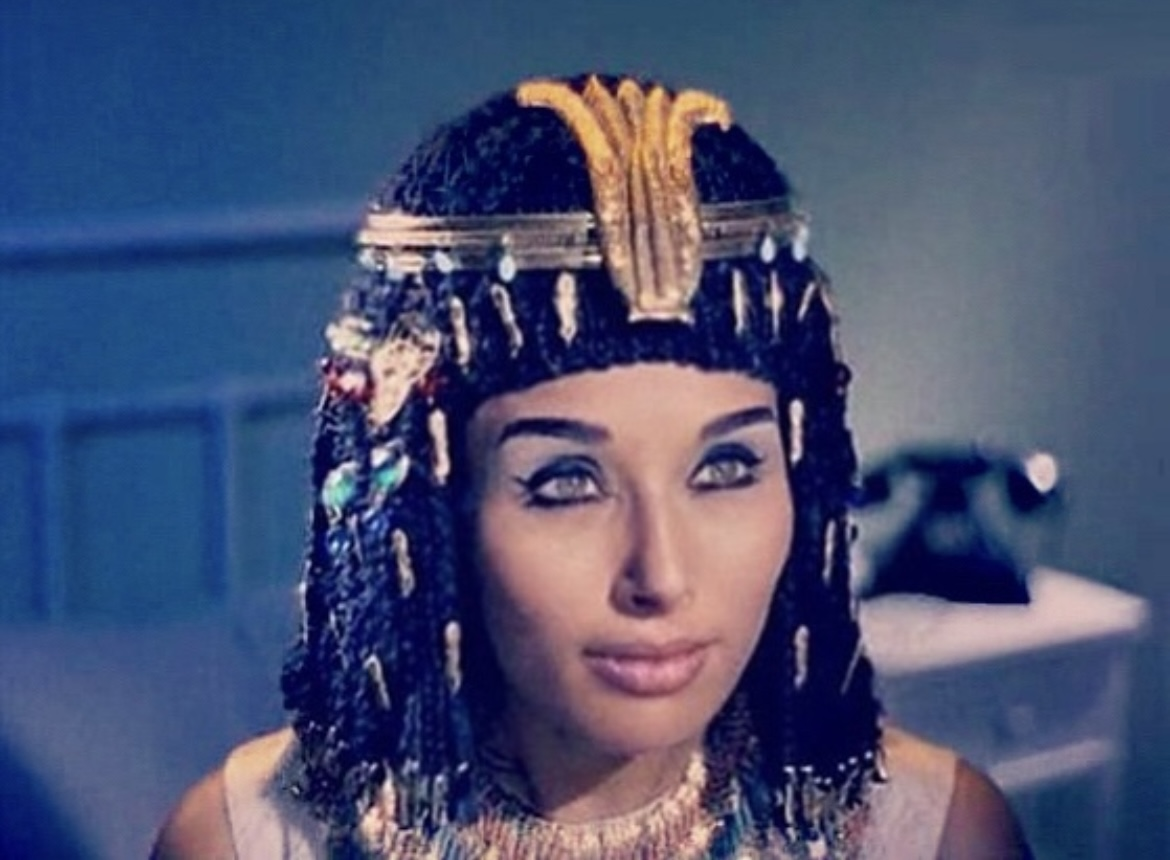
Lobna Abdel Aziz en Bride of the Nile (1963)

A pesar de su corta carrera y su temprano retiro, todos sus papeles fueron protagonistas. Se retiró del mundo de la interpretación en 1967, tras una carrera de diez años. Durante su estancia en Estados Unidos, obtuvo una beca Fulbright y estudió arte dramático en la Universidad de Washington. Solía escribir para el periódico El Ahram y obtuvo su doctorado. En 1988 regresó a Egipto y presentó su antiguo programa, que ganó el Radio Festival Award, en episodios de St. in front of Roger Moore. Tras 40 años de retiro, regresó en 2007 para la miniserie The Yacoubian Building, basada en la novela del escritor Alaa El Aswany del mismo nombre.
El director Youssef Chahine, considerado su mejor amigo, y a pesar de ello, ella se negó a participar con él en ninguna película que dirigiera, y el secreto de ello era su esposo Ramses Naguib, quien le dijo que Chahine no tenía experiencia en la dirección, sino que solo era un buen director de fotografía. Ella intentó convencer a su marido para que trabajara con él, pero él se negó obstinadamente hasta que ella se separó de él, se volvió a casar y se marchó a Estados Unidos durante 30 años. Después de su regreso en el año 2000, Youssef Chahine y Khaled Youssef acudieron a ella para convencerla de que protagonizara una de sus obras y hacer realidad su sueño común, pero ella se negó a trabajar, lo que causó conmoción a Youssef Chahine, quien murió enfadado con ella.

## Vida personal
Su padre era el escritor egipcio Hamed Abdelaziz. En su juventud se casó fuera de Egipto con el famoso y rico productor egipcio Ramses Naguib. Más tarde, él se divorció de ella en Egipto en contra de la voluntad de ambos, a pesar de que se amaban y eran felices juntos. Ella se enteró de su divorcio por una revista antes de que se hiciera efectivo.
Ramses Naguib mantuvo su religión cristiana  durante el matrimonio con Lobna Abdelaziz al casarse con ella fuera de Egipto para eludir las leyes egipcias que prohíben este tipo de matrimonios, tal y como demuestra la sentencia del tribunal. Posteriormente, se casó con Ismael Barrada, con quien tuvo dos hijas. Barrada falleció tras más de 40 años de matrimonio.

## Filmografía seleccionada

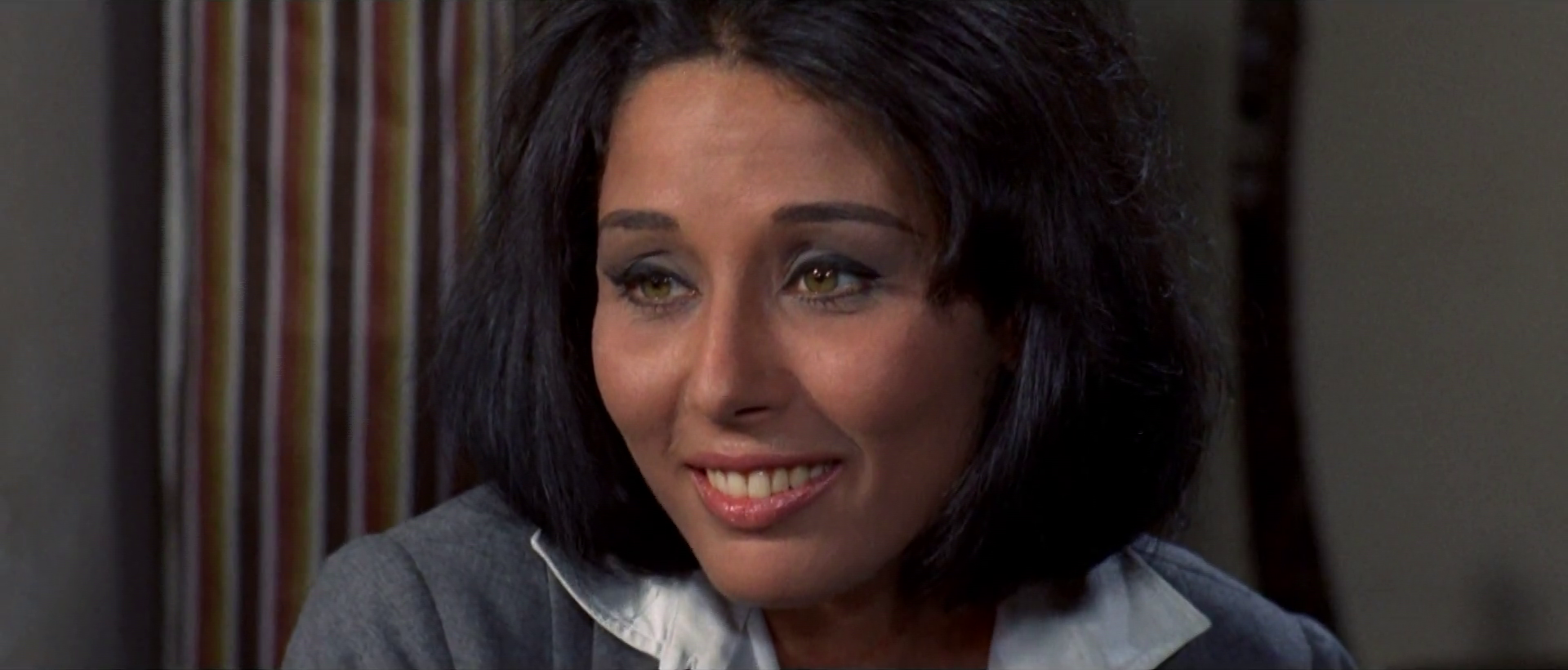
En Slalom (1965)

### Cine
- 2011: Geddo Habibi = Grandpa My Darling
- 1967: Edrab El Shahhatin = Strike Of Beggars
- 1967: El Mokharrebun = The Vandals
- 1967: El Eib = The Defect
- 1965: Slalom (Italian) = Zigzag
- 1963: Aroos El Nil = Bride of the Nile
- 1962: Ressalah min emraa maghoula= Letter from an Unknown Woman
- 1962: Ah Men hawwa = Ah of Eve
- 1961: Wa Islamah = Oh Islam
- 1961: Gharam El Asyad = Masters Love
- 1959: Ana Horra = I'm Free
- 1958: Hatha Huwa Al-Hubb = This Is Love
- 1957: Huda = Huda
- 1957: El Wesadah El Khaliyah = The Empty Pillow

### Televisión
- 2007: Emaret Yakobyan (television series not movie)= Yakobyan Building

### Teatro
- 2010: Sokkar Hanem (theatrical play not movie)=Lady Sugar